# DLH Posse
I DLH Posse sono un gruppo hip hop italiano, che si esprime sia in lingua italiana che in lingua friulana.

## Il gruppo
La band è stata fondata da Passion, Gava e Dj Kappa, MC il primo, il secondo breaker di rinomata fama, campione italiano di Breakdance nel 2004 e apparso nel video di "Sucker MC's" dei Run DMC; il terzo deejay abile nel cutting e nello scratching: scelgono come nome Dlh, acronimo di Diffondere L'Hip Hop. Oltre a loro si aggiunge presto C-Sal come beatmaker, e il quindicenne Tubet (in seguito noto come Dj Tubet) come Mc. Completano la formazione i breakers Mick e Lolly, il beatmaker NZA e Dj PL. Nel corso degli anni il gruppo si è modificato con l'uscita di questi ultimi e di Dj Kappa, e con l'ingresso del beatboxer e breaker Skyl e del breaker Luan, in seguito anche lui uscito dal gruppo.

## Storia del gruppo
Da sempre legati alla lingua friulana, esordiscono nel Premi Friûl 1996 con Lenghis di vipare, contenuta nella cassetta di esordio Cerce chist, diventando presto una delle più fresche proposte regionali, e spingendosi in giro per lo stivale, tra il Gusto Dopa Al Sole in Puglia e il Green Age festival a Torino, dove arrivano secondi. A "Cerce Chist" seguono due EP, "Made in friul (part 1 e 2), che accrescono la loro fama locale.
È del 2001 il loro album di esordio "Hip hop instes"(in friulano "hip hop lo stesso"); il disco assume una qualche rilevanza nazionale con passaggi in Rai e recensioni favorevoli su Rumore, Mucchio Selvaggio ed altri ancora. Nel 2003 esce "Cronache", il secondo album, che comprende una serie di remix del primo album e una serie di brani inediti, tra le quali spicca la collaborazione con il gruppo gemello, i bellunesi Atlantide 4et, e dimostrano nuovamente di fare "hip hop lo stesso", mescolando cantautorato (con Guido Carrara, già nei Bande Tzingare), drum'n'bass, reggae (anticipando la futura carriera di Dj Tubet).
Nel 2004 producono un singolo distribuito Warner, "Cerchio di stelle", con il featuring di Al Castellana, in occasione della scomparsa degli amici Ciuciu, Alvin, Goran e Ilenia, di ritorno dalla vittoria del campionato italiano di Breakdance, in un incidente stradale. La canzone, mai inclusa in nessun album, resta, insieme a lenghis di vipare, probabilmente il loro pezzo più popolare.
In seguito a problemi di salute dei membri e a progetti paralleli la produzione del terzo album, provvisoriamente intitolato Jeve si arena fino a produrre solamente un EP,  Anime Rosse, che avrebbe dovuto dare seguito all'album, mai uscito, e susseguente tour.
Allo stato attuale i Dlh Posse non sono ufficialmente sciolti, ma hanno di fatto praticamente interrotto la produzione, tra progetti paralleli di Dj Tubet (R.Esistence in Dub e molti altri) e di C-Sal (Madrac, e la costituzione dell'etichetta ReddArmy). Il 27 febbraio 2011, in occasione del cinquecentenario della Zobia Grassa, pubblicherano una antologia dei loro pezzi più noti al pubblico, intitolata ironicamente "Reste in pîs" (intraducibile assonanza tra "Rest in peace" e "Resta in piedi", in Lingua Friulana).
Il 15 novembre 2014 Passion e Dj Tubet aprono il Suns Europe con una breve sigla al Teatro Palamostre di Udine accompagnati dal gruppo sardo Forefingers Up!. L'evento segna il ritorno su un palco dei due frontman dei DLH Posse dopo una decina di anni d'assenza.

## Discografia e tematiche
Nonostante la parabola discontinua, per oltre una decade i Dlh Posse sono stati uno dei gruppi hip hop friulani con maggiore visibilità, precorrendo l'attuale uso dei new media e di internet, tra i primi gruppi regionali underground a passare su canali nazionali (Rai Due in TV, con Omar Pedrini, Radio due, featured band nel programma Demo) ed internazionali (specie tra le comunità italoamericane negli stati uniti) e ad avere calcato palchi di rilevanza nazionale, da soli o in apertura a artisti "mainstream".
Legati a filo doppio alla cultura friulana, che hanno sempre vissuto da iconoclasti (insieme ai Madrac sono stati tra i primi gruppi a fare un uso non folkloristico di una lingua che fino ad allora, con poche possibili eccezioni come i Mitili Flk, era stata relegata alla musica tradizionale) e ad un certo tipo di political consciousness e di attivismo sociale, hanno rappresentato, dai primi ingenui esordi ("Lenghis di vipare" è una canzone contro le pettegole di paese) fino alle ultime elaborate produzioni, una delle voci più forti degli anni 90 legati alla nuova cultura friulana e all'entourage di Radio Onde Furlane.

## Formazione
- Passion - Mc
- Tubet (Dj Tubet) - Mc, Breaker, Beatmaker
- Dj Kappa - Deejay
- Dj PL - Deejay
- NZA - Deejay, Beatmaker
- C-Sal - Beatmaker
- Gava - Breaker
- Mick - Breaker
- Lolly - Breaker
- Luan - Breaker
- Skyl - Breaker, Beatboxer

## Discografia
- 1997: Cerce Chist (Cassetta, autoproduzione)
- 2000: Made in Friûl (Doppio EP, autoproduzione)
- 2001: Hip hop Instes (Musiche Furlane Fuarte)
- 2003: Cronache (Musiche Furlane Fuarte)
- 2004: Cerchio di stelle, (CD Singolo, Moda music/Full Fx distribuito da Warner Bros.)
- 2008: Anime Rosse ep, (Ep, ReddArmy)
- 2011: Reste in pîs, (Antologia, ReddArmy)

Come Amuru Baiardi (con gli Atlantide 4et)
- Pitone Involontario EP, solo su internet (2006)